# Kazimierz Sabbat
Pour les articles homonymes, voir Sabbat.
Kazimierz Aleksander Sabbat (27 février 1913 à Bielany Kapitulne - 19 juillet 1989  à Londres) est un homme d'État polonais. Il fut le quatorzième premier ministre du 5 août 1976 au 8 avril 1986 du Gouvernement polonais en exil à Londres, puis le cinquième président de la République de Pologne en exil de 1986 jusqu'à 1989, succédant à Edward Raczyński.

## Biographie
Élève du lycée S. Konarski à Mielec (bachelier en 1932) et titulaire d'une maîtrise de droit de l'Université de Varsovie (1939). À partir de 1926 il est membre de l'Association du scoutisme polonais (Zwiazek Harcerstwa polskiego). En 1938, il cofonde puis dirige la Fédération des cercles académiques d'anciens du scoutisme "Kuznica".
Pendant la Deuxième Guerre mondiale, il sert en 1940 dans la marine de guerre polonaise, puis la 10e Brigade de cavalerie blindée en France. Après la défaite de la France, il poursuit le combat au sein de la Première Division Blindée polonaise reconstituée en Grande-Bretagne. Il est, à partir de 1942, intégré à l'état-major du Commandant-en-chef des Armées, responsable de la jeunesse. Il est vice-président du Comité directeur de l'Association du scoutisme polonais de 1942 à 1945.
Très actif dans la vie associative, culturelle et politique de l'émigration politique polonaise à partir de 1945, en parallèle de sa vie professionnelle, il coorganise le congrès mondial de la Pologne combattante à Londres en 1966 et est l'initiateur du Congrès de la Science et de la Culture polonaises dans le monde libre en 1970.
Il intègre les autorités de la République de Pologne en exil, comme membre du Conseil national (Parlement polonais en exil) à partir de 1973, ministre de la Justice et ministre des Affaires du pays (1976-1978) et président du Conseil des ministres (1976-1986).
En liens toujours plus étroits avec le mouvement d'opposition en Pologne auquel le gouvernement polonais en exil apporte une aide matérielle et morale, Kazimierz Sabbat sera le principal initiateur de la création du "Fonds d'aide aux ouvriers" Fundusz pomocy robotnikom (1976), du "Fonds de la liberté de parole" Fundusz wolnosci slowa (1978), du "Fonds d'aide au pays" Fundusz pomocy Krajowi (1979) et le principal organisateur du "Congrès mondial d'unité avec le pays combattant" (en 1979) et du "Congrès de la culture polonaise" en 1985, à Londres.
Désigné le 12 février 1980 comme futur successeur du président de la République Edward Raczyński (1979-1986), Kazimierz Sabbat prête serment et devient le cinquième président de la République de Pologne en exil le 8 avril 1986. Il le restera jusqu'à son décès le 19 juillet 1989. Son successeur Ryszard Kaczorowski sera le dernier président de la République en exil, transmettant ses pouvoirs et les insignes de la Présidence de la République, le 22 décembre 1990, au Président élu dans les premières élections démocratiques de l'après-guerre en Pologne, Lech Wałęsa.
Sabbat est enterré dans le cimetière de Gunnersbury, dans le quartier londonien de Chiswick. Ses descendants encore y habitent.